# G. G. Anderson
G. G. Anderson, né Gerd Günther Grabowski le 4 décembre 1949 à Eschwege, est un compositeur, producteur et un chanteur de schlager allemand.

## Discographie

### Singles
- Always And Ever [VÖ: April 1980]
- African Baby [VÖ: Oktober 1980]
- Mama Lorraine [VÖ: April 1981] #10
- Cheerio [VÖ: Oktober 1981] #51
- Jim And Andy [VÖ: März 1982] #36
- When Your Heart Is Cryin' [VÖ: Oktober 1982]
- I'm Alive [VÖ: Januar 1983]
- Memories Of Lucia [VÖ: Mai 1983]
- San Fernando [VÖ: September 1983]
- Hungriges Herz [VÖ: März 1984]
- Am weißen Strand von San Angelo [VÖ: Juli 1984] #41
- Santa Lucia - versunken im Meer [VÖ: Januar 1985] #46
- Sommernacht in Rom [VÖ: Mai 1985] #28
- Und dann nehm' ich Dich in meine Arme [VÖ: September 1985] #49
- Ti amo Maria [VÖ: Januar 1986] #47
- Die Sonne von St. Helena [VÖ: April 1986] #59
- Mädchen, Mädchen [VÖ: Juni 1986] #34
- Ich glaube an die Zärtlichkeit [VÖ: September 1986] #71
- Hallo Du [VÖ: Januar 1987]
- Unser Himmelbett war nur der Strand [VÖ: April 1987]
- Jamaica [VÖ: August 1987]
- S.O.S. mein Herz ertrinkt [VÖ: Januar 1988] #58
- Hättest Du heut' Zeit für mich [VÖ: April 1988] #59
- Liebe ist ... [VÖ: August 1988]
- Little Darling [VÖ: Oktober 1988]
- Sommer - Sonne - Cabrio [VÖ: Mai 1989]
- Goodbye My Love, Goodbye [VÖ: August 1989]
- Lady Sunshine [VÖ: November 1989]
- Auf einer Wolke ... [VÖ: Juni 1990]
- Heut' geht's uns gut (so soll es bleiben) [VÖ: September 1990]
- Engel von Valparaiso [VÖ: März 1991]
- Sonnenschein im Blut [VÖ: Juli 1991] #60
- Ich bin so treu wie Gold [VÖ: Dezember 1991] #56
- Rosalie [VÖ: April 1992] #61
- Weiße Rosen schenk' ich Dir [VÖ: Juli 1992] #71
- Husch, husch ins Körbchen [VÖ: November 1992]
- Wir sind auf der Erde, um glücklich zu sein [VÖ: September 1993]
- Ich bin verliebt in Dich [VÖ: Februar 1994]
- Memories Of Love [VÖ: September 1994]
- Ich lieb' Dich jeden Tag ein bisschen mehr [VÖ: Februar 1995]
- Komm mit mir im Frühling nach Venedig [VÖ: Juni 1995]
- Lass uns nie mehr auseinandergeh'n [VÖ: Oktober 1995]
- Geh, wenn Du willst [VÖ: 26.02.1996]
- Gib mein Herz zurück [VÖ: 20.01.1997]
- Immer nur Du [VÖ: 23.02.1998]
- Ich weiß, ich lieb' Dich [VÖ: Juni 1998 - nur Promo]
- Der Sommer ist vorbei [VÖ: 07.09.1998]
- Und wenn Tirol am Nordpol wär' [VÖ: Mai 1999]
- Eine Nacht, die nie vergeht [VÖ: August 1999]
- Und wenn Du morgen gehst (Jeanie) [VÖ: Februar 2000]
- Nein heißt ja [VÖ: August 2000]
- Die Liebe, die durch's Feuer geht [VÖ: November 2000]
- La Vita E Bella [VÖ: April 2001]
- Willst Du mich küssen [VÖ: 03.09.2001]
- Und dann nehm' ich Dich in meine Arme (Neuaufnahme) [VÖ: 16.11.2001]
- Hey Du da [VÖ Radio: Februar 2002 - VÖ Handel: 01.03.2002]
- Dafür leb' ich (ein Wahnsinn) [VÖ: August 2002]
- Herz auf rot [VÖ: Juni 2003 - nur Promo]
- Stern an der Playa del Sol [VÖ: 21.10.2003]
- Einmal hüh - einmal hott [VÖ Radio: April 2004 - VÖ Handel: 10.05.2004]
- Du hast gesagt, es ist zu Ende [VÖ: September 2004 - nur Promo]
- Wo bist Du [VÖ: Februar 2005 - nur Promo]
- Kali Spera Griechenland [VÖ: 30.05.2005]
- Eine Stunde Dein Mann zu sein [VÖ: August 2005 - nur Promo]
- Du bist da (Sha na na) [VÖ: Dezember 2005 - nur Promo]
- Tränen sind nicht nur zum Weinen [VÖ: Juni 2006 - nur Promo]
- Adiole My Love [VÖ: September 2006 - nur Promo]
- Küsse schmecken einfach besser [VÖ: Januar 2007 - nur Promo]
- Hast Du Lust [VÖ: Juni 2007 - nur Promo]
- Wir sind jung [VÖ: September 2007 - nur Promo]
- Du bist mein Weihnachtsstern [VÖ: November 2007 - nur Promo]

### Albums
- Always And Ever [VÖ: Oktober 1981]
- Lass uns träumen [VÖ: Oktober 1984]
- Was ich Dir sagen möchte [VÖ: September 1985] #23
- Ich glaube an die Zärtlichkeit [VÖ: 15.09.1986] #38
- Vergiss die Liebe nicht [VÖ: September 1987]
- Träume einer Sommernacht - Seine größten Erfolge [VÖ: April 1988] #17
- Herzklopfen [VÖ: Oktober 1988]
- Traumreise für zwei [VÖ: September 1989]
- Heut' geht's uns gut (so soll es bleiben) [VÖ: September 1990]
- Weiße Rosen schenk' ich Dir [VÖ: 03.08.1992]
- Von Anfang an [VÖ: 04.10.1993]
- Ich lieb' Dich [VÖ: 13.03.1995]
- G.G. Anderson '98 [VÖ: 09.03.1998]
- Eine Nacht, die nie vergeht [VÖ: 23.08.1999]
- Nein heißt ja [VÖ: 28.08.2000] #55
- Feuer & Flamme [VÖ: 14.09.2001] #100
- Dafür leb' ich - Das Allerbeste [VÖ: 23.08.2002]
- Herz auf rot [VÖ: 23.06.2003] #63
- Einmal hüh - einmal hott [VÖ: 07.06.2004] #70
- Für Dich [VÖ: 30.05.2005] #79
- Zeit zum Träumen [VÖ: 07.07.2006] #40
- Lebenslust [VÖ: 22.06.2007] #61
- Zwei Herzen im Schnee - Meine schönsten Lieder zur Weihnachtszeit [VÖ: 02.11.2007]